# (100408) 1996 AV6
(100408) 1996 AV6 es un asteroide perteneciente al cinturón de asteroides, descubierto el 12 de enero de 1996 por el equipo del Spacewatch desde el Observatorio Nacional de Kitt Peak, Arizona, Estados Unidos.

## Designación y nombre
Designado provisionalmente como 1996 AV6.

## Características orbitales
1996 AV6 está situado a una distancia media del Sol de 2,762 ua, pudiendo alejarse hasta 2,971 ua y acercarse hasta 2,552 ua. Su excentricidad es 0,075 y la inclinación orbital 6,063 grados. Emplea 1676 días en completar una órbita alrededor del Sol.

## Características físicas
La magnitud absoluta de 1996 AV6 es 15,6. Tiene 4,62 km de diámetro y su albedo se estima en 0,052.